# Ibrahima Diawara
Ibrahima Diawara – gwinejski piłkarz grający na pozycji napastnika. W swojej karierze grał w reprezentacji Gwinei.

## Kariera reprezentacyjna
W 1980 roku Diawara został powołany do reprezentacji Gwinei na Puchar Narodów Afryki 1980. Zagrał w nim w dwóch meczach grupowych: z Marokiem (1:1) i z Algierią (2:3), w którym strzelił gola.